# UCI Oceania Tour 2022
UCI Oceania Tour 2022 – 18. edycja cyklu wyścigów kolarskich UCI Oceania Tour.
W kalendarzu 18. edycji cyklu Oceania Tour znalazł się 1 wyścig rozgrywany między 5 a 9 stycznia 2022.

## Kalendarz
Opracowano na podstawie:
| UCI Oceania Tour 2022 | UCI Oceania Tour 2022 | UCI Oceania Tour 2022     | UCI Oceania Tour 2022 | UCI Oceania Tour 2022                                  | UCI Oceania Tour 2022                            | UCI Oceania Tour 2022                              | UCI Oceania Tour 2022 |
| Data                  | Państwo               | Wyścig                    | Kat.                  | Zwycięzca                                              | Drugie miejsce                                   | Trzecie miejsce                                    |                       |
| --------------------- | --------------------- | ------------------------- | --------------------- | ------------------------------------------------------ | ------------------------------------------------ | -------------------------------------------------- | --------------------- |
| 5 – 9 stycznia 2022   | Nowa Zelandia         | New Zealand Cycle Classic | 2.2                   | Mark Stewart (Bolton Equities Black Spoke Pro Cycling) | Ollie Jones (St George Continental Cycling Team) | Laurence Pithie (Équipe continentale Groupama-FDJ) |                       |